# تشارلز أ. سبراغ
تشارلز أ. سبراغ هو محرر وناشر وسياسي أمريكي، ولد في 12 نوفمبر 1887 في لورانس في الولايات المتحدة، وتوفي في 13 مارس 1969 في سايلم في الولايات المتحدة. نشط حزبياً في الحزب الجمهوري. وقد انتخب حاكم ولاية أوريغون ‏ (9 يناير 1939 – 11 يناير 1943).